# Festivalbar 1987
Il ventiquattresimo Festivalbar si tenne presso Siena, Bergamo, Pavia, Padova, Marostica e Verona per la finale.
Conduttori furono Claudio Cecchetto, Susanna Messaggio e Andrea Salvetti.
La regia del Festivalbar in tour fu di Cesare Gigli, mentre quella della finale all'Arena di Verona di Mario Bianchi.
La scenografia del tour e della finale fu invece di Claudio Brigatti.
La vincitrice assoluta del Festivalbar fu Spagna con la canzone Dance Dance Dance, mentre il vincitore della sezione 33 giri fu Zucchero con l'album Blue's. In questa edizione era ospite, fuori concorso, Dan Fogelberg, che ha presentato la canzone It Doesn't Matter, interpretata nel 1972 dal supergruppo Manassas.

## Cantanti partecipanti
- Europe - The Final Countdown, Carrie e Rock the Night
- Spagna - Call Me, Dedicated to the Moon e Dance Dance Dance
- Zucchero - Con le mani, Pippo, Solo una sana e consapevole libidine...
- Vasco Rossi - C'è chi dice no
- Edoardo Bennato - Ok Italia, Tu vuoi l'America e Allora chi
- Samantha Fox - Nothing's Gonna Stop Me Now e I Surrender (To the Spirit of the Night)
- Sabrina Salerno - Boys (Summertime Love) (Premio rivelazione)
- Pet Shop Boys - It's a Sin
- Mango - Bella d'estate
- Mandy Smith - I Just Can't Wait
- Matia Bazar - Mi manchi ancora e Noi
- Carrara - Baby Dancer
- Alberto Fortis - Qui la luna
- Via Verdi - You and Me
- Aida - Male d'Africa e Scossa
- Grazia Di Michele - Sha la la
- Den Harrow - Tell Me Why
- Enrico Ruggeri - Non finirà
- Denovo - Non c'è nessuno
- Nick Kamen - Loving You Is Sweeter Than Ever, Win Your Love, Come Softly to Me
- Tracy Spencer - Take Me Back/Mystery e Never Too Late
- Jill Jones - Mia bocca
- Baltimora - Key key karimba
- Celeste - Hey Boy
- Belouis Some - Let It Be with You
- Breakfast Club - Right on Track
- Curiosity Killed the Cat - Ordinary Day
- Depeche Mode - Never Let Me Down Again e Strangelove
- Erasure - It Doesn't Have to Be
- Elli Medeiros - A bailar calypso
- Johnny Hates Jazz - Shattered Dreams e I Don't Want to Be a Hero
- Caroline Loeb - À quoi tu penses?
- Little Steven - Bitter Fruit
- Living in a Box - Living in a Box e Scales of Justice
- OFF - Step by Step
- Brother Beyond - The Harder I Try
- Patty Pravo - Contatto
- Richenel - Dance Around the World e Temptation
- Sandy Marton - Love Synchronicity
- Style Council - Wanted
- Alba - Dangerous
- Nino Buonocore - Se fossi in te
- Samambaia - Nova ponte
- Walhalla - Love Games
- Kim Wilde - You Keep Me Hangin' On
- Heartbeat UK - Jump to It!
- Housemartins - Caravan of Love
- In Tua Nua - Seven in to the Sea
- Nona Hendryx - Why Should I Cry?
- Marillion - Incommunicado
- Frank Raya Band - Eyah! Eyah!
- Jo Squillo - O fortuna
- Fausto Leali - A chi
- Garbo - Extragarbo
- Then Jerico - Let Her Fall
- Meccano - Extra
- Broken English - Comin' on Strong
- Swing Out Sister - Fooled by a smile
- Kirlian Camera - Heldenplatz
- Tom Hooker - Atlantis
- Rodolfo Banchelli - Facce
- Eddy Huntington - Meet My Friend
- Enrico Beruschi - Mira l'onda del mar
- Marina Occhiena - Getta la tua rosa
- Nadia Erbolini - Momenti
- Rosie Vela - Fool's paradise
- Blow Monkeys - It Doesn't Have to Be This Way
- William Pitt - City lights
- Gazebo - Give me one day...
- Umberto Marzotto - Conta chi canta
- Vivien Vee - Heartbeat
- Laid Back - It's a shame
- Scudocrow - Point of view
- Amalita - Carillon (DiscoVerde)
- Mark Farina - Take Your Time (DiscoVerde)
- Kiki Gaida - Isole Vergini (DiscoVerde)
- Lee Manuel - Macalita (DiscoVerde)
- Teo - Direttamente al cuore (DiscoVerde)
- 2-Two - Week-End (DiscoVerde)
- Tyrone Tir - Blackout (DiscoVerde)

## Organizzazione
- Fininvest

## Direzione Artistica
- Vittorio Salvetti